# Sigle de trei litere de la UAA la XZZ
| Sigle de o literă                       |                               |
| Sigle de două litere                    |                               |
| Sigle de trei litere                    |                               |
| AAA → DZZ EAA → HZZ IAA → LZZ MAA → PZZ | QAA → TZZ UAA → XZZ YAA → ZZZ |
| Sigle de patru litere                   |                               |
| Sigle de cinci litere                   |                               |
| Sigle de șase litere                    |                               |

Această pagină conține tabele a tuturor combinațiilor literelor de la AAA la DZZ, aranjate strict alfabetic. Aceste combinații sunt de tipul [[{{literă}}{{literă}}{{literă}}]], reprezentând o subclasă a abrevierilor de trei litere.
Toate combinațiile se găsesc pe pagina care combină cele trei litere ca majuscule. Odată ce pagina va fi fost creată, alte combinații de majuscule și minuscule se pot adăuga paginii.

## U
```
UAA
 
UAB
 
UAC
 
UAD
 
UAE
 
UAF
 
UAG
 
UAH
 
UAI
 
UAJ
 
UAK
 
UAL
 
UAM
 
UAN
 
UAO
 
UAP
 
UAQ
 
UAR
 
UAS
 
UAT
 
UAU
 
UAV
 
UAW
 
UAX
 
UAY
 
UAZ

UBA
 
UBB
 
UBC
 
UBD
 
UBE
 
UBF
 
UBG
 
UBH
 
UBI
 
UBJ
 
UBK
 
UBL
 
UBM
 
UBN
 
UBO
 
UBP
 
UBQ
 
UBR
 
UBS
 
UBT
 
UBU
 
UBV
 
UBW
 
UBX
 
UBY
 
UBZ

UCA
 
UCB
 
UCC
 
UCD
 
UCE
 
UCF
 
UCG
 
UCH
 
UCI
 
UCJ
 
UCK
 
UCL
 
UCM
 
UCN
 
UCO
 
UCP
 
UCQ
 
UCR
 
UCS
 
UCT
 
UCU
 
UCV
 
UCW
 
UCX
 
UCY
 
UCZ

UDA
 
UDB
 
UDC
 
UDD
 
UDE
 
UDF
 
UDG
 
UDH
 
UDI
 
UDJ
 
UDK
 
UDL
 
UDM
 
UDN
 
UDO
 
UDP
 
UDQ
 
UDR
 
UDS
 
UDT
 
UDU
 
UDV
 
UDW
 
UDX
 
UDY
 
UDZ

UEA
 
UEB
 
UEC
 
UED
 
UEE
 
UEF
 
UEG
 
UEH
 
UEI
 
UEJ
 
UEK
 
UEL
 
UEM
 
UEN
 
UEO
 
UEP
 
UEQ
 
UER
 
UES
 
UET
 
UEU
 
UEV
 
UEW
 
UEX
 
UEY
 
UEZ

UFA
 
UFB
 
UFC
 
UFD
 
UFE
 
UFF
 
UFG
 
UFH
 
UFI
 
UFJ
 
UFK
 
UFL
 
UFM
 
UFN
 
UFO
 
UFP
 
UFQ
 
UFR
 
UFS
 
UFT
 
UFU
 
UFV
 
UFW
 
UFX
 
UFY
 
UFZ

UGA
 
UGB
 
UGC
 
UGD
 
UGE
 
UGF
 
UGG
 
UGH
 
UGI
 
UGJ
 
UGK
 
UGL
 
UGM
 
UGN
 
UGO
 
UGP
 
UGQ
 
UGR
 
UGS
 
UGT
 
UGU
 
UGV
 
UGW
 
UGX
 
UGY
 
UGZ

UHA
 
UHB
 
UHC
 
UHD
 
UHE
 
UHF
 
UHG
 
UHH
 
UHI
 
UHJ
 
UHK
 
UHL
 
UHM
 
UHN
 
UHO
 
UHP
 
UHQ
 
UHR
 
UHS
 
UHT
 
UHU
 
UHV
 
UHW
 
UHX
 
UHY
 
UHZ

UIA
 
UIB
 
UIC
 
UID
 
UIE
 
UIF
 
UIG
 
UIH
 
UII
 
UIJ
 
UIK
 
UIL
 
UIM
 
UIN
 
UIO
 
UIP
 
UIQ
 
UIR
 
UIS
 
UIT
 
UIU
 
UIV
 
UIW
 
UIX
 
UIY
 
UIZ

UJA
 
UJB
 
UJC
 
UJD
 
UJE
 
UJF
 
UJG
 
UJH
 
UJI
 
UJJ
 
UJK
 
UJL
 
UJM
 
UJN
 
UJO
 
UJP
 
UJQ
 
UJR
 
UJS
 
UJT
 
UJU
 
UJV
 
UJW
 
UJX
 
UJY
 
UJZ

UKA
 
UKB
 
UKC
 
UKD
 
UKE
 
UKF
 
UKG
 
UKH
 
UKI
 
UKJ
 
UKK
 
UKL
 
UKM
 
UKN
 
UKO
 
UKP
 
UKQ
 
UKR
 
UKS
 
UKT
 
UKU
 
UKV
 
UKW
 
UKX
 
UKY
 
UKZ

ULA
 
ULB
 
ULC
 
ULD
 
ULE
 
ULF
 
ULG
 
ULH
 
ULI
 
ULJ
 
ULK
 
ULL
 
ULM
 
ULN
 
ULO
 
ULP
 
ULQ
 
ULR
 
ULS
 
ULT
 
ULU
 
ULV
 
ULW
 
ULX
 
ULY
 
ULZ

UMA
 
UMB
 
UMC
 
UMD
 
UME
 
UMF
 
UMG
 
UMH
 
UMI
 
UMJ
 
UMK
 
UML
 
UMM
 
UMN
 
UMO
 
UMP
 
UMQ
 
UMR
 
UMS
 
UMT
 
UMU
 
UMV
 
UMW
 
UMX
 
UMY
 
UMZ

UNA
 
UNB
 
UNC
 
UND
 
UNE
 
UNF
 
UNG
 
UNH
 
UNI
 
UNJ
 
UNK
 
UNL
 
UNM
 
UNN
 
UNO
 
UNP
 
UNQ
 
UNR
 
UNS
 
UNT
 
UNU
 
UNV
 
UNW
 
UNX
 
UNY
 
UNZ

UOA
 
UOB
 
UOC
 
UOD
 
UOE
 
UOF
 
UOG
 
UOH
 
UOI
 
UOJ
 
UOK
 
UOL
 
UOM
 
UON
 
UOO
 
UOP
 
UOQ
 
UOR
 
UOS
 
UOT
 
UOU
 
UOV
 
UOW
 
UOX
 
UOY
 
UOZ

UPA
 
UPB
 
UPC
 
UPD
 
UPE
 
UPF
 
UPG
 
UPH
 
UPI
 
UPJ
 
UPK
 
UPL
 
UPM
 
UPN
 
UPO
 
UPP
 
UPQ
 
UPR
 
UPS
 
UPT
 
UPU
 
UPV
 
UPW
 
UPX
 
UPY
 
UPZ

UQA
 
UQB
 
UQC
 
UQD
 
UQE
 
UQF
 
UQG
 
UQH
 
UQI
 
UQJ
 
UQK
 
UQL
 
UQM
 
UQN
 
UQO
 
UQP
 
UQQ
 
UQR
 
UQS
 
UQT
 
UQU
 
UQV
 
UQW
 
UQX
 
UQY
 
UQZ

URA
 
URB
 
URC
 
URD
 
URE
 
URF
 
URG
 
URH
 
URI
 
URJ
 
URK
 
URL
 
URM
 
URN
 
URO
 
URP
 
URQ
 
URR
 
URS
 
URT
 
URU
 
URV
 
URW
 
URX
 
URY
 
URZ

USA
 
USB
 
USC
 
USD
 
USE
 
USF
 
USG
 
USH
 
USI
 
USJ
 
USK
 
USL
 
USM
 
USN
 
USO
 
USP
 
USQ
 
USR
 
USS
 
UST
 
USU
 
USV
 
USW
 
USX
 
USY
 
USZ

UTA
 
UTB
 
UTC
 
UTD
 
UTE
 
UTF
 
UTG
 
UTH
 UTI 
UTJ
 
UTK
 
UTL
 
UTM
 
UTN
 
UTO
 
UTP
 
UTQ
 
UTR
 
UTS
 
UTT
 
UTU
 
UTV
 
UTW
 
UTX
 
UTY
 
UTZ

UUA
 
UUB
 
UUC
 
UUD
 
UUE
 
UUF
 
UUG
 
UUH
 
UUI
 
UUJ
 
UUK
 
UUL
 
UUM
 
UUN
 
UUO
 
UUP
 
UUQ
 
UUR
 
UUS
 
UUT
 
UUU
 
UUV
 
UUW
 
UUX
 
UUY
 
UUZ

UVA
 
UVB
 
UVC
 
UVD
 
UVE
 
UVF
 
UVG
 
UVH
 
UVI
 
UVJ
 
UVK
 
UVL
 
UVM
 
UVN
 
UVO
 
UVP
 
UVQ
 
UVR
 
UVS
 
UVT
 
UVU
 
UVV
 
UVW
 
UVX
 
UVY
 
UVZ

UWA
 
UWB
 
UWC
 
UWD
 
UWE
 
UWF
 
UWG
 
UWH
 
UWI
 
UWJ
 
UWK
 
UWL
 
UWM
 
UWN
 
UWO
 
UWP
 
UWQ
 
UWR
 
UWS
 
UWT
 
UWU
 
UWV
 
UWW
 
UWX
 
UWY
 
UWZ

UXA
 
UXB
 
UXC
 
UXD
 
UXE
 
UXF
 
UXG
 
UXH
 
UXI
 
UXJ
 
UXK
 
UXL
 
UXM
 
UXN
 
UXO
 
UXP
 
UXQ
 
UXR
 
UXS
 
UXT
 
UXU
 
UXV
 
UXW
 
UXX
 
UXY
 
UXZ

UYA
 
UYB
 
UYC
 
UYD
 
UYE
 
UYF
 
UYG
 
UYH
 
UYI
 
UYJ
 
UYK
 
UYL
 
UYM
 
UYN
 
UYO
 
UYP
 
UYQ
 
UYR
 
UYS
 
UYT
 
UYU
 
UYV
 
UYW
 
UYX
 
UYY
 
UYZ

UZA
 
UZB
 
UZC
 
UZD
 
UZE
 
UZF
 
UZG
 
UZH
 
UZI
 
UZJ
 
UZK
 
UZL
 
UZM
 
UZN
 
UZO
 
UZP
 
UZQ
 
UZR
 
UZS
 
UZT
 
UZU
 
UZV
 
UZW
 
UZX
 
UZY
 
UZZ
```

| Cuprins : | Sus - U V W X | - Jos |

## V
```
VAA
 
VAB
 
VAC
 
VAD
 
VAE
 
VAF
 
VAG
 
VAH
 
VAI
 
VAJ
 
VAK
 
VAL
 
VAM
 
VAN
 
VAO
 
VAP
 
VAQ
 
VAR
 
VAS
 
VAT
 
VAU
 
VAV
 
VAW
 
VAX
 
VAY
 
VAZ

VBA
 
VBB
 
VBC
 
VBD
 
VBE
 
VBF
 
VBG
 
VBH
 
VBI
 
VBJ
 
VBK
 
VBL
 
VBM
 
VBN
 
VBO
 
VBP
 
VBQ
 
VBR
 
VBS
 
VBT
 
VBU
 
VBV
 
VBW
 
VBX
 
VBY
 
VBZ

VCA
 
VCB
 
VCC
 
VCD
 
VCE
 
VCF
 
VCG
 
VCH
 
VCI
 
VCJ
 
VCK
 
VCL
 
VCM
 
VCN
 
VCO
 
VCP
 
VCQ
 
VCR
 
VCS
 
VCT
 
VCU
 
VCV
 
VCW
 
VCX
 
VCY
 
VCZ

VDA
 
VDB
 
VDC
 
VDD
 
VDE
 
VDF
 
VDG
 
VDH
 
VDI
 
VDJ
 
VDK
 
VDL
 
VDM
 
VDN
 
VDO
 
VDP
 
VDQ
 
VDR
 
VDS
 
VDT
 
VDU
 
VDV
 
VDW
 
VDX
 
VDY
 
VDZ

VEA
 
VEB
 
VEC
 
VED
 
VEE
 
VEF
 
VEG
 
VEH
 
VEI
 
VEJ
 
VEK
 
VEL
 
VEM
 
VEN
 
VEO
 
VEP
 
VEQ
 
VER
 
VES
 
VET
 
VEU
 
VEV
 
VEW
 
VEX
 
VEY
 
VEZ

VFA
 
VFB
 
VFC
 
VFD
 
VFE
 
VFF
 
VFG
 
VFH
 
VFI
 
VFJ
 
VFK
 
VFL
 
VFM
 
VFN
 
VFO
 
VFP
 
VFQ
 
VFR
 
VFS
 
VFT
 
VFU
 
VFV
 
VFW
 
VFX
 
VFY
 
VFZ

VGA
 
VGB
 
VGC
 
VGD
 
VGE
 
VGF
 
VGG
 
VGH
 
VGI
 
VGJ
 
VGK
 
VGL
 
VGM
 
VGN
 
VGO
 
VGP
 
VGQ
 
VGR
 
VGS
 
VGT
 
VGU
 
VGV
 
VGW
 
VGX
 
VGY
 
VGZ

VHA
 
VHB
 
VHC
 
VHD
 
VHE
 
VHF
 
VHG
 
VHH
 
VHI
 
VHJ
 
VHK
 
VHL
 
VHM
 
VHN
 
VHO
 
VHP
 
VHQ
 
VHR
 
VHS
 
VHT
 
VHU
 
VHV
 
VHW
 
VHX
 
VHY
 
VHZ

VIA
 
VIB
 
VIC
 
VID
 
VIE
 
VIF
 
VIG
 
VIH
 
VII
 
VIJ
 
VIK
 
VIL
 
VIM
 
VIN
 
VIO
 
VIP
 
VIQ
 
VIR
 
VIS
 
VIT
 
VIU
 
VIV
 
VIW
 
VIX
 
VIY
 
VIZ

VJA
 
VJB
 
VJC
 
VJD
 
VJE
 
VJF
 
VJG
 
VJH
 
VJI
 
VJJ
 
VJK
 
VJL
 
VJM
 
VJN
 
VJO
 
VJP
 
VJQ
 
VJR
 
VJS
 
VJT
 
VJU
 
VJV
 
VJW
 
VJX
 
VJY
 
VJZ

VKA
 
VKB
 
VKC
 
VKD
 
VKE
 
VKF
 
VKG
 
VKH
 
VKI
 
VKJ
 
VKK
 
VKL
 
VKM
 
VKN
 
VKO
 
VKP
 
VKQ
 
VKR
 
VKS
 
VKT
 
VKU
 
VKV
 
VKW
 
VKX
 
VKY
 
VKZ

VLA
 
VLB
 
VLC
 
VLD
 
VLE
 
VLF
 
VLG
 
VLH
 
VLI
 
VLJ
 
VLK
 
VLL
 
VLM
 
VLN
 
VLO
 
VLP
 
VLQ
 
VLR
 
VLS
 
VLT
 
VLU
 
VLV
 
VLW
 
VLX
 
VLY
 
VLZ

VMA
 
VMB
 
VMC
 
VMD
 
VME
 
VMF
 
VMG
 
VMH
 
VMI
 
VMJ
 
VMK
 
VML
 
VMM
 
VMN
 
VMO
 
VMP
 
VMQ
 
VMR
 
VMS
 
VMT
 
VMU
 
VMV
 
VMW
 
VMX
 
VMY
 
VMZ

VNA
 
VNB
 
VNC
 
VND
 
VNE
 
VNF
 
VNG
 
VNH
 
VNI
 
VNJ
 
VNK
 
VNL
 
VNM
 
VNN
 
VNO
 
VNP
 
VNQ
 
VNR
 
VNS
 
VNT
 
VNU
 
VNV
 
VNW
 
VNX
 
VNY
 
VNZ

VOA
 
VOB
 
VOC
 
VOD
 
VOE
 
VOF
 
VOG
 
VOH
 
VOI
 
VOJ
 
VOK
 
VOL
 
VOM
 
VON
 
VOO
 
VOP
 
VOQ
 
VOR
 
VOS
 
VOT
 
VOU
 
VOV
 
VOW
 
VOX
 
VOY
 
VOZ

VPA
 
VPB
 
VPC
 
VPD
 
VPE
 
VPF
 
VPG
 
VPH
 
VPI
 
VPJ
 
VPK
 
VPL
 
VPM
 
VPN
 
VPO
 
VPP
 
VPQ
 
VPR
 
VPS
 
VPT
 
VPU
 
VPV
 
VPW
 
VPX
 
VPY
 
VPZ

VQA
 
VQB
 
VQC
 
VQD
 
VQE
 
VQF
 
VQG
 
VQH
 
VQI
 
VQJ
 
VQK
 
VQL
 
VQM
 
VQN
 
VQO
 
VQP
 
VQQ
 
VQR
 
VQS
 
VQT
 
VQU
 
VQV
 
VQW
 
VQX
 
VQY
 
VQZ

VRA
 
VRB
 
VRC
 
VRD
 
VRE
 
VRF
 
VRG
 
VRH
 
VRI
 
VRJ
 
VRK
 
VRL
 
VRM
 
VRN
 
VRO
 
VRP
 
VRQ
 
VRR
 
VRS
 
VRT
 
VRU
 
VRV
 
VRW
 
VRX
 
VRY
 
VRZ

VSA
 
VSB
 
VSC
 
VSD
 
VSE
 
VSF
 
VSG
 
VSH
 
VSI
 
VSJ
 
VSK
 
VSL
 
VSM
 
VSN
 
VSO
 
VSP
 
VSQ
 
VSR
 
VSS
 
VST
 
VSU
 
VSV
 
VSW
 
VSX
 
VSY
 
VSZ

VTA
 
VTB
 
VTC
 
VTD
 
VTE
 
VTF
 
VTG
 
VTH
 
VTI
 
VTJ
 
VTK
 
VTL
 
VTM
 
VTN
 
VTO
 
VTP
 
VTQ
 
VTR
 
VTS
 
VTT
 
VTU
 
VTV
 
VTW
 
VTX
 
VTY
 
VTZ

VUA
 
VUB
 
VUC
 
VUD
 
VUE
 
VUF
 
VUG
 
VUH
 
VUI
 
VUJ
 
VUK
 
VUL
 
VUM
 
VUN
 
VUO
 
VUP
 
VUQ
 
VUR
 
VUS
 
VUT
 
VUU
 
VUV
 
VUW
 
VUX
 
VUY
 
VUZ

VVA
 
VVB
 
VVC
 
VVD
 
VVE
 
VVF
 
VVG
 
VVH
 
VVI
 
VVJ
 
VVK
 
VVL
 
VVM
 
VVN
 
VVO
 
VVP
 
VVQ
 
VVR
 
VVS
 
VVT
 
VVU
 
VVV
 
VVW
 
VVX
 
VVY
 
VVZ

VWA
 
VWB
 
VWC
 
VWD
 
VWE
 
VWF
 
VWG
 
VWH
 
VWI
 
VWJ
 
VWK
 
VWL
 
VWM
 
VWN
 
VWO
 
VWP
 
VWQ
 
VWR
 
VWS
 
VWT
 
VWU
 
VWV
 
VWW
 
VWX
 
VWY
 
VWZ

VXA
 
VXB
 
VXC
 
VXD
 
VXE
 
VXF
 
VXG
 
VXH
 
VXI
 
VXJ
 
VXK
 
VXL
 
VXM
 
VXN
 
VXO
 
VXP
 
VXQ
 
VXR
 
VXS
 
VXT
 
VXU
 
VXV
 
VXW
 
VXX
 
VXY
 
VXZ

VYA
 
VYB
 
VYC
 
VYD
 
VYE
 
VYF
 
VYG
 
VYH
 
VYI
 
VYJ
 
VYK
 
VYL
 
VYM
 
VYN
 
VYO
 
VYP
 
VYQ
 
VYR
 
VYS
 
VYT
 
VYU
 
VYV
 
VYW
 
VYX
 
VYY
 
VYZ

VZA
 
VZB
 
VZC
 
VZD
 
VZE
 
VZF
 
VZG
 
VZH
 
VZI
 
VZJ
 
VZK
 
VZL
 
VZM
 
VZN
 
VZO
 
VZP
 
VZQ
 
VZR
 
VZS
 
VZT
 
VZU
 
VZV
 
VZW
 
VZX
 
VZY
 
VZZ
```

| Cuprins : | Sus - U V W X | - Jos |

## W
```
WAA
 
WAB
 
WAC
 
WAD
 
WAE
 
WAF
 
WAG
 
WAH
 
WAI
 
WAJ
 
WAK
 
WAL
 
WAM
 
WAN
 
WAO
 
WAP
 
WAQ
 
WAR
 
WAS
 
WAT
 
WAU
 
WAV
 
WAW
 
WAX
 
WAY
 
WAZ

WBA
 
WBB
 
WBC
 
WBD
 
WBE
 
WBF
 
WBG
 
WBH
 
WBI
 
WBJ
 
WBK
 
WBL
 
WBM
 
WBN
 
WBO
 
WBP
 
WBQ
 
WBR
 
WBS
 
WBT
 
WBU
 
WBV
 
WBW
 
WBX
 
WBY
 
WBZ

WCA
 
WCB
 
WCC
 
WCD
 
WCE
 
WCF
 
WCG
 
WCH
 
WCI
 
WCJ
 
WCK
 
WCL
 
WCM
 
WCN
 
WCO
 
WCP
 
WCQ
 
WCR
 
WCS
 
WCT
 
WCU
 
WCV
 
WCW
 
WCX
 
WCY
 
WCZ

WDA
 
WDB
 
WDC
 
WDD
 
WDE
 
WDF
 
WDG
 
WDH
 
WDI
 
WDJ
 
WDK
 
WDL
 
WDM
 
WDN
 
WDO
 
WDP
 
WDQ
 
WDR
 
WDS
 
WDT
 
WDU
 
WDV
 
WDW
 
WDX
 
WDY
 
WDZ

WEA
 
WEB
 
WEC
 
WED
 
WEE
 
WEF
 
WEG
 
WEH
 
WEI
 
WEJ
 
WEK
 
WEL
 
WEM
 
WEN
 
WEO
 
WEP
 
WEQ
 
WER
 
WES
 
WET
 
WEU
 
WEV
 
WEW
 
WEX
 
WEY
 
WEZ

WFA
 
WFB
 
WFC
 
WFD
 
WFE
 
WFF
 
WFG
 
WFH
 
WFI
 
WFJ
 
WFK
 
WFL
 
WFM
 
WFN
 
WFO
 
WFP
 
WFQ
 
WFR
 
WFS
 
WFT
 
WFU
 
WFV
 
WFW
 
WFX
 
WFY
 
WFZ

WGA
 
WGB
 
WGC
 
WGD
 
WGE
 
WGF
 
WGG
 
WGH
 
WGI
 
WGJ
 
WGK
 
WGL
 
WGM
 
WGN
 
WGO
 
WGP
 
WGQ
 
WGR
 
WGS
 
WGT
 
WGU
 
WGV
 
WGW
 
WGX
 
WGY
 
WGZ

WHA
 
WHB
 
WHC
 
WHD
 
WHE
 
WHF
 
WHG
 
WHH
 
WHI
 
WHJ
 
WHK
 
WHL
 
WHM
 
WHN
 
WHO
 
WHP
 
WHQ
 
WHR
 
WHS
 
WHT
 
WHU
 
WHV
 
WHW
 
WHX
 
WHY
 
WHZ

WIA
 
WIB
 
WIC
 
WID
 
WIE
 
WIF
 
WIG
 
WIH
 
WII
 
WIJ
 
WIK
 
WIL
 
WIM
 
WIN
 
WIO
 
WIP
 
WIQ
 
WIR
 
WIS
 
WIT
 
WIU
 
WIV
 
WIW
 
WIX
 
WIY
 
WIZ

WJA
 
WJB
 
WJC
 
WJD
 
WJE
 
WJF
 
WJG
 
WJH
 
WJI
 
WJJ
 
WJK
 
WJL
 
WJM
 
WJN
 
WJO
 
WJP
 
WJQ
 
WJR
 
WJS
 
WJT
 
WJU
 
WJV
 
WJW
 
WJX
 
WJY
 
WJZ

WKA
 
WKB
 
WKC
 
WKD
 
WKE
 
WKF
 
WKG
 
WKH
 
WKI
 
WKJ
 
WKK
 
WKL
 
WKM
 
WKN
 
WKO
 
WKP
 
WKQ
 
WKR
 
WKS
 
WKT
 
WKU
 
WKV
 
WKW
 
WKX
 
WKY
 
WKZ

WLA
 
WLB
 
WLC
 
WLD
 
WLE
 
WLF
 
WLG
 
WLH
 
WLI
 
WLJ
 
WLK
 
WLL
 
WLM
 
WLN
 
WLO
 
WLP
 
WLQ
 
WLR
 
WLS
 
WLT
 
WLU
 
WLV
 
WLW
 
WLX
 
WLY
 
WLZ

WMA
 
WMB
 
WMC
 
WMD
 
WME
 
WMF
 
WMG
 
WMH
 
WMI
 
WMJ
 
WMK
 
WML
 
WMM
 
WMN
 
WMO
 
WMP
 
WMQ
 
WMR
 
WMS
 
WMT
 
WMU
 
WMV
 
WMW
 
WMX
 
WMY
 
WMZ

WNA
 
WNB
 
WNC
 
WND
 
WNE
 
WNF
 
WNG
 
WNH
 
WNI
 
WNJ
 
WNK
 
WNL
 
WNM
 
WNN
 
WNO
 
WNP
 
WNQ
 
WNR
 
WNS
 
WNT
 
WNU
 
WNV
 
WNW
 
WNX
 
WNY
 
WNZ

WOA
 
WOB
 
WOC
 
WOD
 
WOE
 
WOF
 
WOG
 
WOH
 
WOI
 
WOJ
 
WOK
 
WOL
 
WOM
 
WON
 
WOO
 
WOP
 
WOQ
 
WOR
 
WOS
 
WOT
 
WOU
 
WOV
 
WOW
 
WOX
 
WOY
 
WOZ

WPA
 
WPB
 
WPC
 
WPD
 
WPE
 
WPF
 
WPG
 
WPH
 
WPI
 
WPJ
 
WPK
 
WPL
 
WPM
 
WPN
 
WPO
 
WPP
 
WPQ
 
WPR
 
WPS
 
WPT
 
WPU
 
WPV
 
WPW
 
WPX
 
WPY
 
WPZ

WQA
 
WQB
 
WQC
 
WQD
 
WQE
 
WQF
 
WQG
 
WQH
 
WQI
 
WQJ
 
WQK
 
WQL
 
WQM
 
WQN
 
WQO
 
WQP
 
WQQ
 
WQR
 
WQS
 
WQT
 
WQU
 
WQV
 
WQW
 
WQX
 
WQY
 
WQZ

WRA
 
WRB
 
WRC
 
WRD
 
WRE
 
WRF
 
WRG
 
WRH
 
WRI
 
WRJ
 
WRK
 
WRL
 
WRM
 
WRN
 
WRO
 
WRP
 
WRQ
 
WRR
 
WRS
 
WRT
 
WRU
 
WRV
 
WRW
 
WRX
 
WRY
 
WRZ

WSA
 
WSB
 
WSC
 
WSD
 
WSE
 
WSF
 
WSG
 
WSH
 
WSI
 
WSJ
 
WSK
 
WSL
 
WSM
 
WSN
 
WSO
 
WSP
 
WSQ
 
WSR
 
WSS
 
WST
 
WSU
 
WSV
 
WSW
 
WSX
 
WSY
 
WSZ

WTA
 
WTB
 
WTC
 
WTD
 
WTE
 
WTF
 
WTG
 
WTH
 
WTI
 
WTJ
 
WTK
 
WTL
 
WTM
 
WTN
 
WTO
 
WTP
 
WTQ
 
WTR
 
WTS
 
WTT
 
WTU
 
WTV
 
WTW
 
WTX
 
WTY
 
WTZ

WUA
 
WUB
 
WUC
 
WUD
 
WUE
 
WUF
 
WUG
 
WUH
 
WUI
 
WUJ
 
WUK
 
WUL
 
WUM
 
WUN
 
WUO
 
WUP
 
WUQ
 
WUR
 
WUS
 
WUT
 
WUU
 
WUV
 
WUW
 
WUX
 
WUY
 
WUZ

WVA
 
WVB
 
WVC
 
WVD
 
WVE
 
WVF
 
WVG
 
WVH
 
WVI
 
WVJ
 
WVK
 
WVL
 
WVM
 
WVN
 
WVO
 
WVP
 
WVQ
 
WVR
 
WVS
 
WVT
 
WVU
 
WVV
 
WVW
 
WVX
 
WVY
 
WVZ

WWA
 
WWB
 
WWC
 
WWD
 
WWE
 
WWF
 
WWG
 
WWH
 
WWI
 
WWJ
 
WWK
 
WWL
 
WWM
 
WWN
 
WWO
 
WWP
 
WWQ
 
WWR
 
WWS
 
WWT
 
WWU
 
WWV
 
WWW
 
WWX
 
WWY
 
WWZ

WXA
 
WXB
 
WXC
 
WXD
 
WXE
 
WXF
 
WXG
 
WXH
 
WXI
 
WXJ
 
WXK
 
WXL
 
WXM
 
WXN
 
WXO
 
WXP
 
WXQ
 
WXR
 
WXS
 
WXT
 
WXU
 
WXV
 
WXW
 
WXX
 
WXY
 
WXZ

WYA
 
WYB
 
WYC
 
WYD
 
WYE
 
WYF
 
WYG
 
WYH
 
WYI
 
WYJ
 
WYK
 
WYL
 
WYM
 
WYN
 
WYO
 
WYP
 
WYQ
 
WYR
 
WYS
 
WYT
 
WYU
 
WYV
 
WYW
 
WYX
 
WYY
 
WYZ

WZA
 
WZB
 
WZC
 
WZD
 
WZE
 
WZF
 
WZG
 
WZH
 
WZI
 
WZJ
 
WZK
 
WZL
 
WZM
 
WZN
 
WZO
 
WZP
 
WZQ
 
WZR
 
WZS
 
WZT
 
WZU
 
WZV
 
WZW
 
WZX
 
WZY
 
WZZ
```

| Cuprins : | Sus - U V W X | - Jos |

## X
```
XAA
 
XAB
 
XAC
 
XAD
 
XAE
 
XAF
 
XAG
 
XAH
 
XAI
 
XAJ
 
XAK
 
XAL
 
XAM
 
XAN
 
XAO
 
XAP
 
XAQ
 
XAR
 
XAS
 
XAT
 
XAU
 
XAV
 
XAW
 
XAX
 
XAY
 
XAZ

XBA
 
XBB
 
XBC
 
XBD
 
XBE
 
XBF
 
XBG
 
XBH
 
XBI
 
XBJ
 
XBK
 
XBL
 
XBM
 
XBN
 
XBO
 
XBP
 
XBQ
 
XBR
 
XBS
 
XBT
 
XBU
 
XBV
 
XBW
 
XBX
 
XBY
 
XBZ

XCA
 
XCB
 
XCC
 
XCD
 
XCE
 
XCF
 
XCG
 
XCH
 
XCI
 
XCJ
 
XCK
 
XCL
 
XCM
 
XCN
 
XCO
 
XCP
 
XCQ
 
XCR
 
XCS
 
XCT
 
XCU
 
XCV
 
XCW
 
XCX
 
XCY
 
XCZ

XDA
 
XDB
 
XDC
 
XDD
 
XDE
 
XDF
 
XDG
 
XDH
 
XDI
 
XDJ
 
XDK
 
XDL
 
XDM
 
XDN
 
XDO
 
XDP
 
XDQ
 
XDR
 
XDS
 
XDT
 
XDU
 
XDV
 
XDW
 
XDX
 
XDY
 
XDZ

XEA
 
XEB
 
XEC
 
XED
 
XEE
 
XEF
 
XEG
 
XEH
 
XEI
 
XEJ
 
XEK
 
XEL
 
XEM
 
XEN
 
XEO
 
XEP
 
XEQ
 
XER
 
XES
 
XET
 
XEU
 
XEV
 
XEW
 
XEX
 
XEY
 
XEZ

XFA
 
XFB
 
XFC
 
XFD
 
XFE
 
XFF
 
XFG
 
XFH
 
XFI
 
XFJ
 
XFK
 
XFL
 
XFM
 
XFN
 
XFO
 
XFP
 
XFQ
 
XFR
 
XFS
 
XFT
 
XFU
 
XFV
 
XFW
 
XFX
 
XFY
 
XFZ

XGA
 
XGB
 
XGC
 
XGD
 
XGE
 
XGF
 
XGG
 
XGH
 
XGI
 
XGJ
 
XGK
 
XGL
 
XGM
 
XGN
 
XGO
 
XGP
 
XGQ
 
XGR
 
XGS
 
XGT
 
XGU
 
XGV
 
XGW
 
XGX
 
XGY
 
XGZ

XHA
 
XHB
 
XHC
 
XHD
 
XHE
 
XHF
 
XHG
 
XHH
 
XHI
 
XHJ
 
XHK
 
XHL
 
XHM
 
XHN
 
XHO
 
XHP
 
XHQ
 
XHR
 
XHS
 
XHT
 
XHU
 
XHV
 
XHW
 
XHX
 
XHY
 
XHZ

XIA
 
XIB
 
XIC
 
XID
 
XIE
 
XIF
 
XIG
 
XIH
 
XII
 
XIJ
 
XIK
 
XIL
 
XIM
 
XIN
 
XIO
 
XIP
 
XIQ
 
XIR
 
XIS
 
XIT
 
XIU
 
XIV
 
XIW
 
XIX
 
XIY
 
XIZ

XJA
 
XJB
 
XJC
 
XJD
 
XJE
 
XJF
 
XJG
 
XJH
 
XJI
 
XJJ
 
XJK
 
XJL
 
XJM
 
XJN
 
XJO
 
XJP
 
XJQ
 
XJR
 
XJS
 
XJT
 
XJU
 
XJV
 
XJW
 
XJX
 
XJY
 
XJZ

XKA
 
XKB
 
XKC
 
XKD
 
XKE
 
XKF
 
XKG
 
XKH
 
XKI
 
XKJ
 
XKK
 
XKL
 
XKM
 
XKN
 
XKO
 
XKP
 
XKQ
 
XKR
 
XKS
 
XKT
 
XKU
 
XKV
 
XKW
 
XKX
 
XKY
 
XKZ

XLA
 
XLB
 
XLC
 
XLD
 
XLE
 
XLF
 
XLG
 
XLH
 
XLI
 
XLJ
 
XLK
 
XLL
 
XLM
 
XLN
 
XLO
 
XLP
 
XLQ
 
XLR
 
XLS
 
XLT
 
XLU
 
XLV
 
XLW
 
XLX
 
XLY
 
XLZ

XMA
 
XMB
 
XMC
 
XMD
 
XME
 
XMF
 
XMG
 
XMH
 
XMI
 
XMJ
 
XMK
 
XML
 
XMM
 
XMN
 
XMO
 
XMP
 
XMQ
 
XMR
 
XMS
 
XMT
 
XMU
 
XMV
 
XMW
 
XMX
 
XMY
 
XMZ

XNA
 
XNB
 
XNC
 
XND
 
XNE
 
XNF
 
XNG
 
XNH
 
XNI
 
XNJ
 
XNK
 
XNL
 
XNM
 
XNN
 
XNO
 
XNP
 
XNQ
 
XNR
 
XNS
 
XNT
 
XNU
 
XNV
 
XNW
 
XNX
 
XNY
 
XNZ

XOA
 
XOB
 
XOC
 
XOD
 
XOE
 
XOF
 
XOG
 
XOH
 
XOI
 
XOJ
 
XOK
 
XOL
 
XOM
 
XON
 
XOO
 
XOP
 
XOQ
 
XOR
 
XOS
 
XOT
 
XOU
 
XOV
 
XOW
 
XOX
 
XOY
 
XOZ

XPA
 
XPB
 
XPC
 
XPD
 
XPE
 
XPF
 
XPG
 
XPH
 
XPI
 
XPJ
 
XPK
 
XPL
 
XPM
 
XPN
 
XPO
 
XPP
 
XPQ
 
XPR
 
XPS
 
XPT
 
XPU
 
XPV
 
XPW
 
XPX
 
XPY
 
XPZ

XQA
 
XQB
 
XQC
 
XQD
 
XQE
 
XQF
 
XQG
 
XQH
 
XQI
 
XQJ
 
XQK
 
XQL
 
XQM
 
XQN
 
XQO
 
XQP
 
XQQ
 
XQR
 
XQS
 
XQT
 
XQU
 
XQV
 
XQW
 
XQX
 
XQY
 
XQZ

XRA
 
XRB
 
XRC
 
XRD
 
XRE
 
XRF
 
XRG
 
XRH
 
XRI
 
XRJ
 
XRK
 
XRL
 
XRM
 
XRN
 
XRO
 
XRP
 
XRQ
 
XRR
 
XRS
 
XRT
 
XRU
 
XRV
 
XRW
 
XRX
 
XRY
 
XRZ

XSA
 
XSB
 
XSC
 
XSD
 
XSE
 
XSF
 
XSG
 
XSH
 
XSI
 
XSJ
 
XSK
 
XSL
 
XSM
 
XSN
 
XSO
 
XSP
 
XSQ
 
XSR
 
XSS
 
XST
 
XSU
 
XSV
 
XSW
 
XSX
 
XSY
 
XSZ

XTA
 
XTB
 
XTC
 
XTD
 
XTE
 
XTF
 
XTG
 
XTH
 
XTI
 
XTJ
 
XTK
 
XTL
 
XTM
 
XTN
 
XTO
 
XTP
 
XTQ
 
XTR
 
XTS
 
XTT
 
XTU
 
XTV
 
XTW
 
XTX
 
XTY
 
XTZ

XUA
 
XUB
 
XUC
 
XUD
 
XUE
 
XUF
 
XUG
 
XUH
 
XUI
 
XUJ
 
XUK
 
XUL
 
XUM
 
XUN
 
XUO
 
XUP
 
XUQ
 
XUR
 
XUS
 
XUT
 
XUU
 
XUV
 
XUW
 
XUX
 
XUY
 
XUZ

XVA
 
XVB
 
XVC
 
XVD
 
XVE
 
XVF
 
XVG
 
XVH
 
XVI
 
XVJ
 
XVK
 
XVL
 
XVM
 
XVN
 
XVO
 
XVP
 
XVQ
 
XVR
 
XVS
 
XVT
 
XVU
 
XVV
 
XVW
 
XVX
 
XVY
 
XVZ

XWA
 
XWB
 
XWC
 
XWD
 
XWE
 
XWF
 
XWG
 
XWH
 
XWI
 
XWJ
 
XWK
 
XWL
 
XWM
 
XWN
 
XWO
 
XWP
 
XWQ
 
XWR
 
XWS
 
XWT
 
XWU
 
XWV
 
XWW
 
XWX
 
XWY
 
XWZ

XXA
 
XXB
 
XXC
 
XXD
 
XXE
 
XXF
 
XXG
 
XXH
 
XXI
 
XXJ
 
XXK
 
XXL
 
XXM
 
XXN
 
XXO
 
XXP
 
XXQ
 
XXR
 
XXS
 
XXT
 
XXU
 
XXV
 
XXW
 
XXX
 
XXY
 
XXZ

XYA
 
XYB
 
XYC
 
XYD
 
XYE
 
XYF
 
XYG
 
XYH
 
XYI
 
XYJ
 
XYK
 
XYL
 
XYM
 
XYN
 
XYO
 
XYP
 
XYQ
 
XYR
 
XYS
 
XYT
 
XYU
 
XYV
 
XYW
 
XYX
 
XYY
 
XYZ

XZA
 
XZB
 
XZC
 
XZD
 
XZE
 
XZF
 
XZG
 
XZH
 
XZI
 
XZJ
 
XZK
 
XZL
 
XZM
 
XZN
 
XZO
 
XZP
 
XZQ
 
XZR
 
XZS
 
XZT
 
XZU
 
XZV
 
XZW
 
XZX
 
XZY
 
XZZ
```

| Cuprins : | Sus - U V W X | - Jos |